# Steve Boone
Steve Boone (St. Augustine, 23 settembre 1943) è un cantautore e bassista statunitense, noto per essere il bassista dei gruppo The Lovin' Spoonful, entrato a far parte nel 2000 della Rock and Roll Hall of Fame.